# دوري كرة القدم في ميدلاند
دوري ميدلاند لكرة القدم، المعروف رسميًا باسم دوري كابيلي سبورت ميدلاند لكرة القدم منذ يناير 2025 لأسباب الرعاية، هو دوري كرة قدم إنجليزي تأسس في عام 2014 من خلال اندماج ميدلاند ألاينس وميدلاند كومبينيشن السابقين. يتكون الدوري من أربعة أقسام تقع في المستويات 9-12 من هرم كرة القدم.

## تاريخ
شكل الدوري في عام 2014 بعد اندماج تحالف ميدلاند لكرة القدم و مجموعة كرة القدم في ميدلاند.
يمكن للأندية الناجحة في الدوري الإنجليزي الممتاز الفوز بالترقية إلى المستوى الثامن من نظام الدوري الإنجليزي لكرة القدم، في حين تضم المنافسة أيضًا عددًا من الدوريات المغذية على المستوى 11، والتي توفر أندية أعضاء جديدة كل عام. يمكن أيضًا الحصول على الدخول عن طريق التقديم من الدوريات غير الهرمية مثل دوري برمنغهام ومنطقة كرة القدم.
كما يجوز للأندية أيضًا الانتقال إلى دوريات أخرى إذا رأى الاتحاد الإنجليزي لكرة القدم أن ذلك مناسب جغرافيًا للقيام بذلك.

## الأندية الحالية (2024–25)

### الدرجة الممتازة
| النادي                    | الموقع              | أرض المنزل       |
| ------------------------- | ------------------- | ---------------- |
| 1874 نورثويتش             | بارنتون             | تاونفيلد         |
| الاتحاد الآسيوي للفرونيين | ولفرهامبتون         | ملعب كاسلكروفت   |
| أثرستون تاون              | أثيرستون            | طريق شيبي        |
| بروكتون                   | ستافورد             | سيلكمور لين      |
| دودلي تاون                | ويلنهال             | اسبراي 24 ارينا  |
| هاي جيت يونايتد           | شيرلي               | كوبيس            |
| مدينة ليتشفيلد            | ليتشفيلد            | مدينة الأرض      |
| نورثويتش فيكتوريا         | نورثويتش            | وينشام بارك      |
| أوجم                      | كينجز نورتون        | ملعب رياضي ثلاثي |
| رومولوس                   | قلعة فالى           | ملعب كاسل فالي   |
| مدينة شيفنال              | شيفنال              | ملعب أكوستافوم   |
| حجر أولد ألينيانز         | حجر                 | يارنفيلد لين     |
| ستوربورت سويفتس           | ستوربورت أون سيفيرن | والشيس ميدو      |
| ستودلي                    | ستودلي              | خلية النحل       |
| تيفيدال                   | تيفيدال             | الزان            |
| مدينة أوتوكستر            | أوتوكستر            | أولدفيلدز        |
| ويتشرش ألبورت             | ويتشيرش             | حديقة يوكينغز    |
| ولفرهامبتون عارضة         | فيذرستون            | برينسفورد لين    |

### القسم الأول
| النادي             | الموقع           | أرض الوطن                    |
| ------------------ | ---------------- | ---------------------------- |
| (إف سي بريدغنورت)  | بريدجنورت        | "مروج العرش"                 |
| آلكستون و نيو بارك | ليسستر           | مركز كرة القدم الكلية الجديد |
| بلستون تاون        | بيلستون          | شارع الملكة                  |
| بيرستال يونايتد    | بيرستال          | (ميدو لين)                   |
| مدينة تشيلمزلي     | خشب شيلمزلي      | " إجمع " ميدو                |
| خضراء القطن        | فازلي            | "ميل لين" الجديد             |
| كوفنتري كوبسوود    | كوفنتر           | طريق آلارد                   |
| مدينة كريدلي       | كريديلي          | منظر النحل                   |
| (غورنال أتليتيك)   | (غورنال السفلي)  | المشي في الحديقة             |
| (هيذر سانت جون)    | (هيذر)           | حديقة سانت جون               |
| إنجليزية           | "شيبشيد"         | ملعب ديفوكوت                 |
| كيربي موكسو        | كيربي موكسو      | قرية كيربي موكسلو الرياضية   |
| لستر سانت اندروز   | (إيلستون)        | شارع القناة                  |
| لاترورث اتليتي     | (لاترورث)        | "هول بارك"                   |
| نيوناتون غريف      | نيوناتون         | ملعب بينغلز                  |
| مدينة نيوناتون     | نيوناتون         | المظلة                       |
| رينجرز البجيت      | (ساتون كولدفيلد) | الأرض المركزية               |
| دينامو الزعفران    | كوسبي            | حديقة الملك                  |
| رينجرز (سميثويك)   | تيفيدال          | البيش                        |
| (ستافنهيل)         | (ستافنهيل)       | "جنج هيل"                    |
| "ساتن يونايتد"     | (ساتون كولدفيلد) | طريق كولشيل                  |
| (ويدنسفيلد)        | (ويدنسفيلد)      | أرض الكوخ                    |

### القسم الثاني
| نادي                   | موقع              | أرض الوطن                     |
| ---------------------- | ----------------- | ----------------------------- |
| نادي أيه إف سي سوليهول | سوليهل            | رمبوش لين                     |
| برمنغهام يونايتد       | ريديتش            | ملعب تريكو                    |
| طيور السمامة بوليهول   | تامورث            | ملعب رينيه رود                |
| كادبوري اتليتيك        | بورنفيل           | ملعب كادبوري الترفيهي         |
| وسط أياكس              | وارويك            | طريق هامبتون                  |
| أهل كوفنتري            | كوفنتري           | حديقة هولبروكس                |
| كوفنتري ألفيس          | كوفنتري           | نادي ألفيس الرياضي والاجتماعي |
| بلدة إيرلسوود          | إيرلسوود          | الأجنحة                       |
| فيلا فيرفيلد           | فيرفيلد           | ملعب فيرفيلد الترفيهي         |
| هامبتون                | سوليهل            | حارة الميدان                  |
| حبر                    | حبر               | طريق الرمال                   |
| نول                    | نول               | عش الطائر روبن                |
| رأس الممر              | والسال            | شارع ستو                      |
| ليتلتون                | شمال ووسط ليتلتون | خمسة أفدنة                    |
| بلدة نورثفيلد          | نورثفيلد          | شينلي لين                     |

### القسم الثالث
| نادي                              | موقع         | أرض الوطن                       |
| --------------------------------- | ------------ | ------------------------------- |
| نادي برمنغهام لكرة القدم          | هيلسوين      | طريق إيلي                       |
| بالسال وبركسويل                   | بالسال كومون | المثلث                          |
| برمنغهام تايجرز                   | سميثويك      | ملعب هادلي                      |
| بي إن جي إس                       | سميثويك      | ملعب هادلي                      |
| بولدمير سبورتس اند سوشيال فالكونز | بولدمير      | نادي بولدمير الرياضي والاجتماعي |
| مدينة كاسل فالي                   | كاسل فالي    | ملعب كاسل فالي                  |
| النجم القاري                      | بيري بار     | المركز                          |
| فيكينهام                          | فيكينهام     | ميل لين                         |
| جورنال                            | تل برييرلي   | مركز وومبورن للترفيه            |
| كينيلوورث سبورتنج                 | كينيلورث     | حارة الغجر                      |
| ليمينغتون هيبرنيان                | وارويك       | هامبتون لين                     |
| حديقة المرج                       | ستوك بريور   | ملعب اسباير لكرة القدم          |
| سيلهيل                            | سوليهل       | طريق شارمان كروس                |
| سوليهل سبورتنج                    | سوليهل       | تيودور جرينج، كينجشورست         |
| هواة ويك جرين                     | شيرلي        | طريق الجسر المتحرك              |

## الأوسمة

### الابطال
| موسم    | الدرجة الممتازة                                       | القسم الأول                                           | القسم الثاني                                          | القسم الثالث                                          |
| ------- | ----------------------------------------------------- | ----------------------------------------------------- | ----------------------------------------------------- | ----------------------------------------------------- |
| 2014–15 | باسفورد يونايتد                                       | هايجيت يونايتد                                        | كوفنتري يونايتد                                       | أوستري رينجرز                                         |
| 2015–16 | هيرفورد                                               | كوفنتري يونايتد                                       | نادي ألفيس الرياضي                                    | ليمينغتون هيبرنيان                                    |
| 2016–17 | ألفتشيرش                                              | برومزجروف سبورتنج                                     | باجيت رينجرز                                          | بورباج                                                |
| 2017–18 | برومزجروف سبورتنج                                     | خشب والسال                                            | بورباج                                                | جي إن بي سبورتس                                       |
| 2018–19 | مدينة إلكستون                                         | هيذر سانت جونز                                        | بلدة نورثفيلد                                         | مدينة ألسيستر                                         |
| 2019–20 | لا يوجد أبطال، تم إلغاء الموسم (جائحة كوفيد-19)       | لا يوجد أبطال، تم إلغاء الموسم (جائحة كوفيد-19)       | لا يوجد أبطال، تم إلغاء الموسم (جائحة كوفيد-19)       | لا يوجد أبطال، تم إلغاء الموسم (جائحة كوفيد-19)       |
| 2020–21 | لا يوجد أبطال، الموسم مُختصر (إغلاق بسبب فيروس كورونا) | لا يوجد أبطال، الموسم مُختصر (إغلاق بسبب فيروس كورونا) | لا يوجد أبطال، الموسم مُختصر (إغلاق بسبب فيروس كورونا) | لا يوجد أبطال، الموسم مُختصر (إغلاق بسبب فيروس كورونا) |
| 2021–22 | هانلي تاون                                            | مدينة أثيرستون                                        | كادبوري اتليتيك                                       | نادي كوفنتري رينجرز لكرة القدم                        |
| 2022–23 | خشب والسال                                            | دودلي تاون                                            | سوتون يونايتد                                         | أهل كوفنتري                                           |
| 2023–24 | بلدة كونغلتون                                         | هينكلي                                                | منطقة ريديتش                                          | نادي أيه إف سي سوليهول                                |

#### تمت ترقيته
| موسم    | نادي                   | موضع                   | تمت ترقيته إلى                              |
| ------- | ---------------------- | ---------------------- | ------------------------------------------- |
| 2014–15 | باسفورد يونايتد        | 1- الأول               | الدوري الشمالي الممتاز القسم الأول الجنوبي  |
| 2015–16 | هيرفورد                | 1- الأول               | الدوري الجنوبي القسم الأول جنوب وغرب        |
| 2016–17 | ألفتشيرش               | 1- الأول               | الدوري الشمالي الممتاز القسم الأول الجنوبي  |
| 2017–18 | برومزجروف سبورتنج      | 1- الأول               | الدوري الجنوبي القسم الشرقي                 |
| 2017–18 | بلدة كوليشيل           | 2nd                    | الدوري الجنوبي القسم الشرقي                 |
| 2018–19 | مدينة إلكستون          | 1- الأول               | الدوري الشمالي الممتاز القسم الأول جنوب شرق |
| 2019–20 | لم يتم الترويج لأي شيء | لم يتم الترويج لأي شيء | لم يتم الترويج لأي شيء                      |
| 2020–21 | سبورتنج خالصة          | 1- الأول               | الدوري الشمالي الممتاز القسم الأول ميدلاندز |
| 2021–22 | هانلي تاون             | 1- الأول               | الدوري الشمالي الممتاز القسم الأول الغربي   |
| 2021–22 | بولدمير سانت مايكلز    | 2nd                    | الدوري الشمالي الممتاز القسم الأول ميدلاندز |
| 2022–23 | خشب والسال             | 1- الأول               | الدوري الشمالي الممتاز القسم الأول ميدلاندز |
| 2022–23 | مدينة ليي              | 2nd                    | الدوري الشمالي الممتاز القسم الأول ميدلاندز |
| 2023–24 | بلدة كونغلتون          | 1- الأول               | الدوري الشمالي الممتاز القسم الأول ميدلاندز |
| 2023–24 | مدينة دارلاستون (1874) | 3- الثالث              | الدوري الشمالي الممتاز القسم الأول ميدلاندز |

## كأس الدوري

### نهائيات
المصدر 
| الموسم  |                           | النتيجة                   |                           | الموقع                    | الحضور                    |
| ------- | ------------------------- | ------------------------- | ------------------------- | ------------------------- | ------------------------- |
| 2014–15 | لونغ إيتون يونايتد        | 2–0                       | روستر                     | ملعب بيسكوت               | 227                       |
| 2015–16 | هيرفورد                   | 3–1                       | وولسال وود                | (دامسون بارك)             | 849                       |
| 2016–17 | (ألف تشيرش)               | 2–1                       | (هينكلي)                  | ملعب بيسكوت               | 628                       |
| 2017–18 | وولسال وود                | 2–1                       | مدينة كولشيل              | ملعب بيسكوت               | ن/أ                       |
| 2018–19 | رومولوس                   | 2–1                       | (نكف بورباج)              | ملعب بيسكوت               | 349                       |
| 2019–20 | النهائي غير المتنازع عليه | النهائي غير المتنازع عليه | النهائي غير المتنازع عليه | النهائي غير المتنازع عليه | النهائي غير المتنازع عليه |
| 2020–21 | إلغاء                     | إلغاء                     | إلغاء                     | إلغاء                     | إلغاء                     |
| 2021–22 | لم تقام                   | لم تقام                   | لم تقام                   | لم تقام                   | لم تقام                   |
| 2022–23 | (هينكلي)                  | 2–0                       | ويتشيرش ألبورت            | ملعب بيسكوت               | 700                       |
| 2023–24 | مدينة كونغلتون            | 5–1                       | هايجيت يونايتد            | ملعب بيسكوت               | 516                       |